# Корецькі
Коре́цькі (пол. Korecki) — руський князівський рід герба «Погоня», назва якого пов'язана з містом Корець на Волині (тепер районний центр Рівненської області), яким члени роду володіли від початку XV століття. З часом спольщився.
До володінь князів Корецьких («Кореччини») входило 65 сіл і 5 міст з резиденцією у Корці.

## З історії роду
Представники Корецьких походили від князя Олександра Патрикійовича Стародубського (†1409).
Корецькі були пов'язані з іншими відомими родами Великого князівства Литовського, Речі Посполитої, Молдови та Московії, зокрема, з князями Масальськими, Могилами, Потоцькими, князями Сангушками, Ходкевичами, князями Чорторийськими.
Генеалогія роду:
- Василь Олександрович (після 1401—після 1443) — князь корецький (1443—?)
  - Богуш Васильович (?—після 1483) — князь корецький.
  - Іван Васильович (? —1502) — князь корецький, намісник Красносельський у 1492—1502-х;
    - Василь Івановивич (?—1519)
    - Лев Іванович (?—1519)
    - Олександр Іванович (?—1519) — князі корецькі, загинули 1519 р. у битві з татарами під Сокалем .
    - Іван Іванович
    - Анна з Корецьких — княжна, дружина Михайла (Михна) Зброховича (Гулевича).[2]
    - Федір Іванович (?—1522) — князь корецький.
      - Богуш Федорович (1510—1576) — князь корецький (1522—1576), житомирський староста (1539—1548), брацлавський і вінницький староста (1548—1576), луцький староста (1560—1576), волинський воєвода (1572—1576), у 1540-х роках разом із Бернардом Претвичем обороняв південні кордони Великого князівства Литовського від ординських наскоків, часто взаємодіючи із запорозькими козаками. У XVI ст. князем Богушем Корецьким до фортеці замку у Корці були добудовані нові укріплення (на сучасному гербі міста Корець зображено надбрамну вежу замку Корецьких)
        - Юрій Богушевич (?—до 1576)
        - Яхим Богушевич (?—1612) — князь корецький, першим з роду прийняв унію, активно впроваджував її на Волині; тесть придушувача козацько-селянських повстань Мартина Калиновського:Самійло Корецький

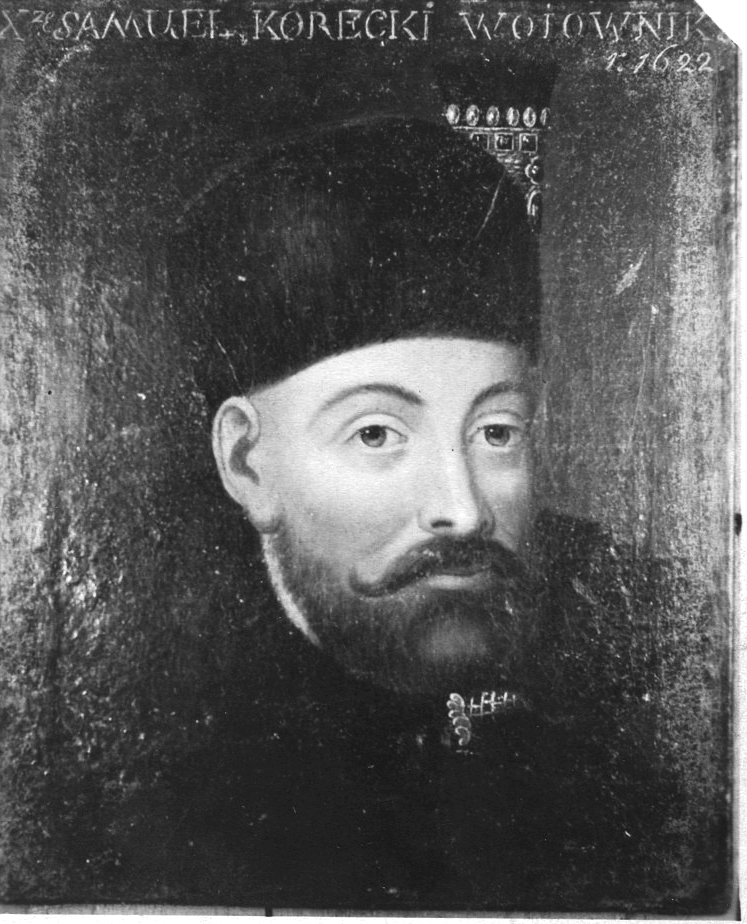
Самійло Корецький

          - Самійло Яхимович (1586—1622) — князь, брав участь у походах на Московську державу за Смутного часу початку XVII століття. Був одружений із Катериною Могилянкою, підтримував рід Могил у його претензіях на господарський престол у Молдовському князівстві. У 1612—1616-х разом з князем Михайлом Вишневецьким організував похід у Молдову проти турецького ставленика господаря Штефана IX Томші, щоб посадити на престолі Олександра, сина Єремії Могили. Зазнав поразки, потрапив до турецького полону. З допомогою православних ченців утік на батьківщину, згодом перейшов з православ'я на католицизм. Унаслідок поразки польського війська в Цецорській битві (1620) знову потрапив до турецького полону, де загинув.
          - Софія Серафима Корецька (?—після 1630)—  ігуменя, вирішила забрати ікону Божої Матері «Благодатна» (інша назва «Споручниця грішних», відповідно до напису на окладі), що здавна знаходилась у корецькому замку, з княжої молитовні до православного Воскресенського Корецького жіночого монастиря. Згодом відбулось урочисте перенесення образа в обитель.Лавінія з Корецьких

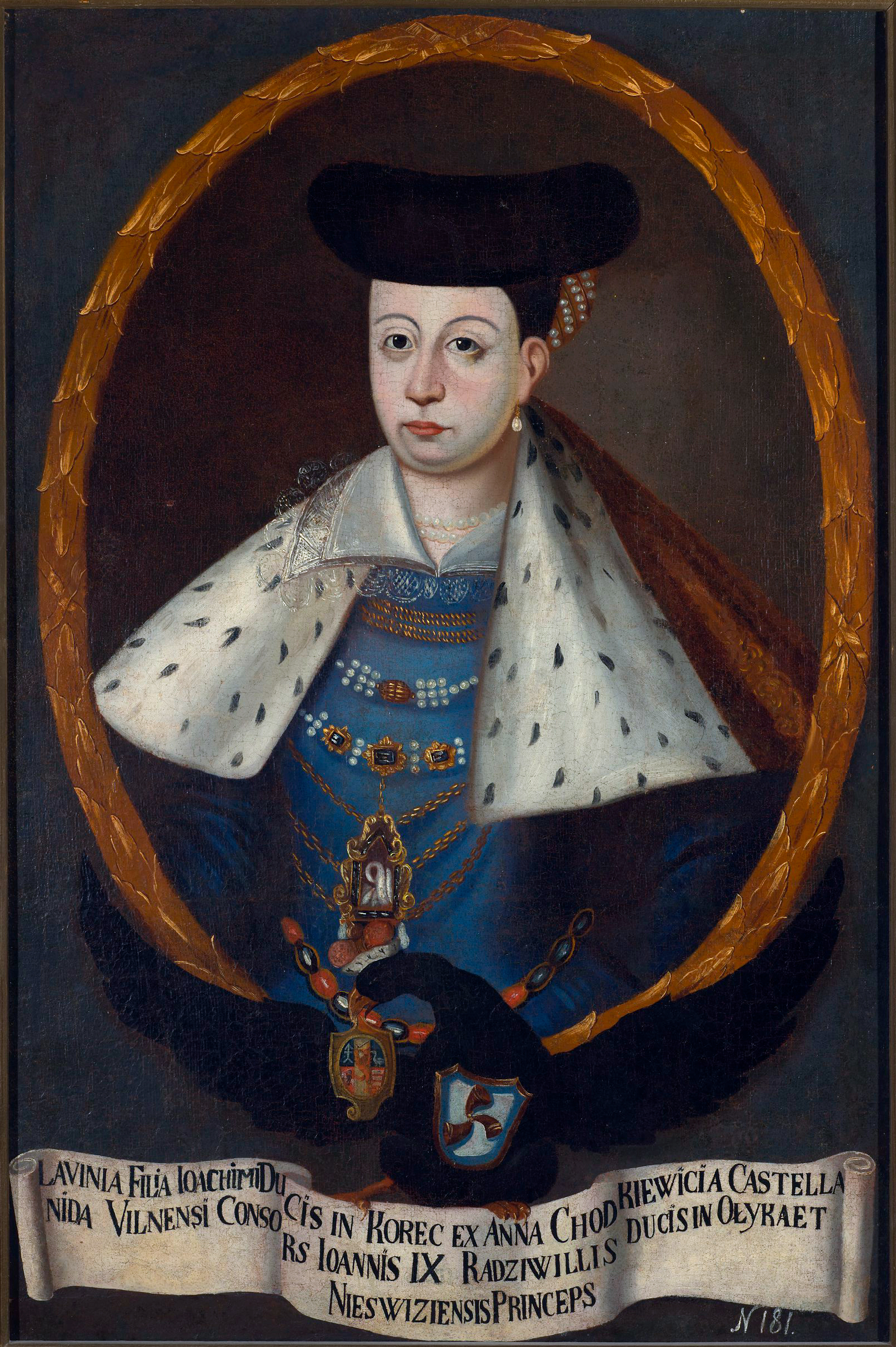
Лавінія з Корецьких

          - Іван (Ян) Кароль Яхимович (1588—1633) — князь, перейшов до католицтва, каштелян волинський у 1622–1633 роках.
          - Ізабелла Корецька (1595—1669) — княжна, шлюб із князем Миколою Юрієм Чорторийським (1617).
          - Лавінія (?—1641) — княжна, шлюб із упитським старостоою Яном Ольбрахтом Радзивіллом (1609).
          - Анна (?—1648) — княжна, чинила спротив вироку суду, не віддала у володіння унійного митрополита урочища Гнилець, Куликів, Кальний луг, про що скаржились возні Києва Ляховський і Шумовський 21 липня 1623 року[3].
          - Гелена —княжна, шлюб з польним гетьманом коронним Мартином Калиновським.

Деякі представники роду були поховані в родовій каплиці князів Корецьких у Києво-Печерській лаврі, де були надгробні плити з епітафіями. В ній також був похований Копистенський Захарія.
Деякі роди, які виникли після одружень жіночих представниць княжої династії Корецьких з іншими аристократичними родами (Корецькі-Журавські, Корецькі-Лугові, Корецькі-Ольшанські, Мосальські-Корецькі, Кулябка-Корецькі), продовжують існувати і зараз.
У 1598 році Миколай Язловецький (герб не вказаний) продав Корецьким успадковані від батька Антонія дідичні маєтності — Радомишль і Суховолю в Луцькому повіті — за 15000 флоринів.